# أبو مزهود (قرية)
قرية أبو مزهود هي إحدى القرى التابعة لمركز سيدي براني في محافظة مطروح في جمهورية مصر العربية. حسب إحصاءات سنة 2018، بلغ إجمالي السكان في أبو مزهود 678 نسمة، منهم 314 رجل و 364 امرأة.